# Thüringerwaldbahn
De Thüringerwaldbahn is een regionale tramlijn in de Duitse deelstaat Thüringen. De lijn vertrekt in Gotha en bedient de Noordelijke rand van het Thüringer Woud. In feite is de Thüringerwaldbahn lijn 4 van het tramnet van Gotha. De lijn en de stadstramlijnen van Gotha worden bediend door de Thüringerwaldbahn und Straßenbahn Gotha GmbH (TWSB).

## Beschrijving van het traject
Die Thüringerwaldbahn heeft zijn vertrekpunt aan het station (Hauptbahnhof) van Gotha en eindigt na 21,7 km in het stadje Tabarz aan de voet van de Großer Inselberg. De totale reistijd bedraagt ongeveer één uur waarbij 22 haltes worden bediend. Onderweg bevindt zich de halte Waltershausen Gleisdreieck (keerdriehoek) van waar een 2,4 km lange zijlijn met vier haltes aftakt naar het station van Waltershausen. Deze zijlijn draagt sinds 30 augustus 2007 het lijnnummer 6.

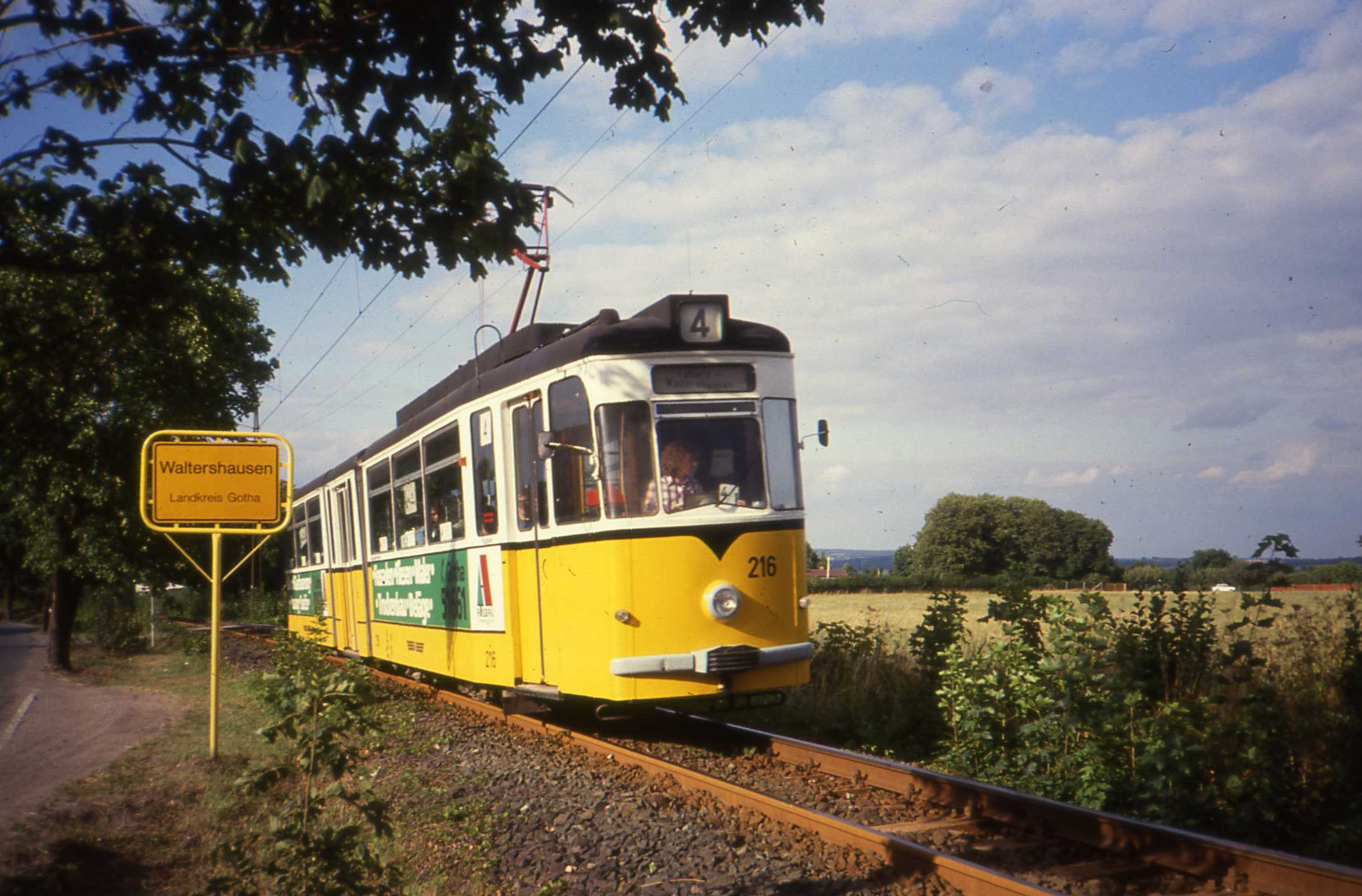
De Thüringerwaldbahn in Waltershausen, augustus 1990

## Geschiedenis
In 1897 werd tussen de regering van het Hertogdom Saksen-Coburg en Gotha en de Gothaer Strassenbahn (tram van Gotha) een overeenkomst gesloten over de bouw van een streektramlijn. Drie jaar later ontving de Elektrizitäts-AG voorheen W. Lahmeyer & Co. (EAG) uit Frankfurt am Main, en die ook al de stadstram van Gotha uitbaatte, de vergunning voor deze lijn. In totaal waren negen trajecten gepland die echter niet gerealiseerd werden. Op 21 november 1911 werd tussen het Hertogdom en AEG een overeenkomst afgesloten omtrent de bouw van een elektriciteitscentrale en de Thüringerwaldbahn. In 1912 nam de Thüringer Elektrizitäts-Lieferungsgesellschaft Gotha (ThELG), een dochterbedrijf van AEG, de EAG over. Op 4 juni 1914 begonnen de werken maar de uitbraak van de Eerste Wereldoorlog en de sterke inflatie gaven aanleiding tot de stillegging van de werf. Pas op 28 juni 1928 konden de werken worden hervat. Op 17 juli 1929, de dag van de inhuldiging, telde het voertuigbestand tien motorwagens, zeven aanhangwagens en één bagagerijtuig. Op de lijn die met 600 V= werd gevoed, gold een maximumsnelheid van 50 km/uur.
In de jaren 1930 kende de lijn een dusdanig succes dat er dagelijks tot 22 ritten moesten ingelegd worden. Ze werd druk gebruikt zowel voor woon-werk- als voor vrijetijdsverplaatsingen. Tijdens de Tweede Wereldoorlog bleef de Thüringerwaldbahn lange tijd gespaard maar door een luchtaanval op 6 februari 1945 kwam er een eind aan de exploitatie. Nadat in april de autosnelwegbrug over de Leina werd getroffen, viel de exploitatie van de lijn uiteen in twee delen. De exploitatie van beide afzonderlijke trajecten hervatte in juli 1946 en de doorgaande exploitatie kwam terug op 30 oktober 1947 nadat de brug over de autosnelweg was hersteld.

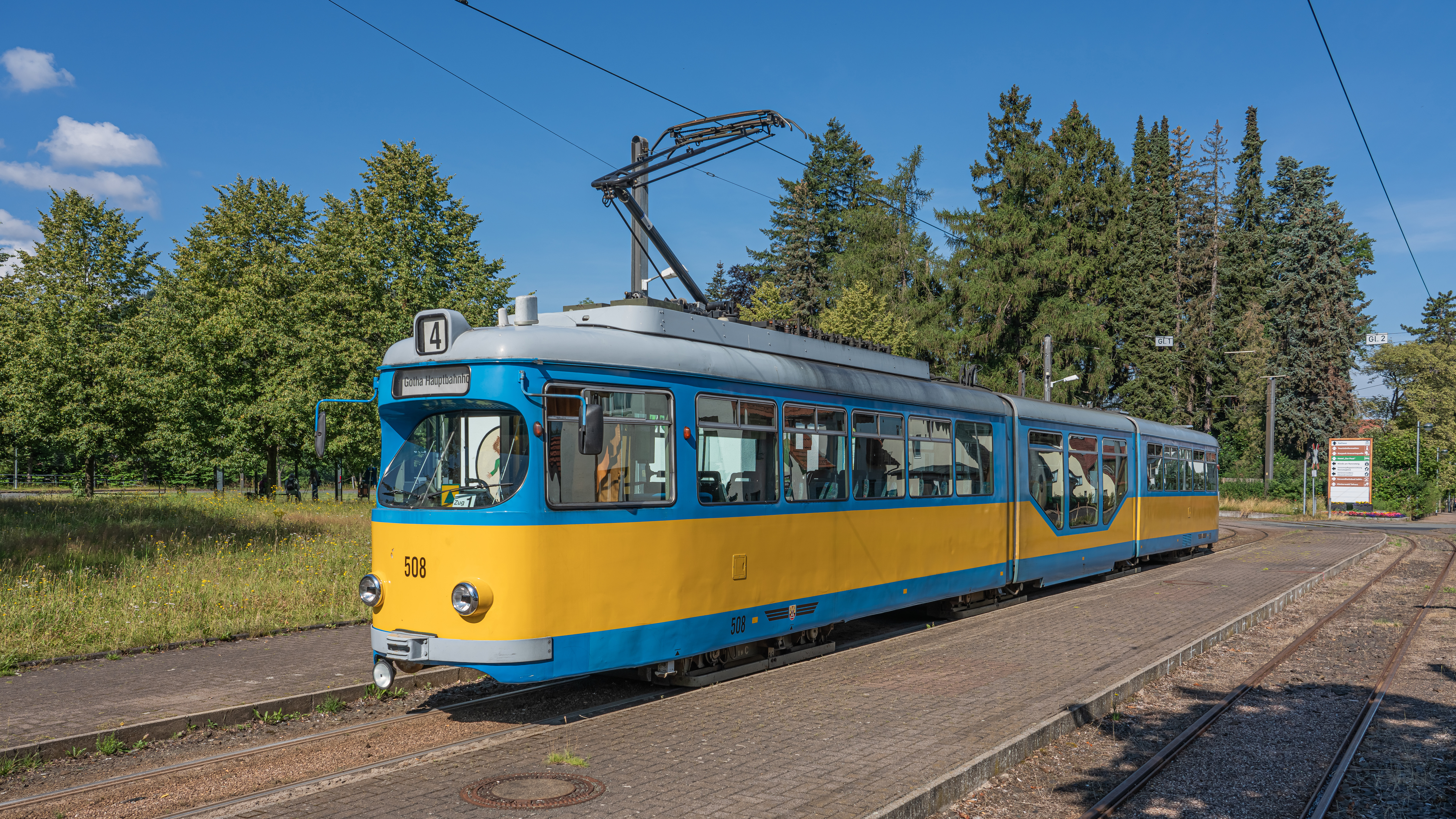
Eindhalte in Tabarz

In 1951 ontstond uit de Straßenbahn Gotha de VEB (Volkseigener Betrieb) Thüringerwaldbahn und Straßenbahn Gotha. Vanaf 1 oktober 1958 kregen de lijnen een lijnnummer en de Thüringerwaldbahn werd tramlijn 4. Op 15 mei 1964 werd de keerlus aan het station van Gotha in gebruik genomen en anderhalf jaar later, op 20 december 1966, kwam er ook een keerlus aan het andere eindpunt in Tabarz. Op 1 november 1971 werd het nieuwe traject in de binnenstad van Waltershausen ingehuldigd maar een verlenging van de lijn van Tabarz naar Fischbach en Winterstein werd verworpen.
De huidige Thüringerwaldbahn und Straßenbahn Gotha GmbH (TWSB Gotha) ontstond op 15 januari 1991. Op 23 maart 2002 werd de aftakking naar het ziekenhuis van Sundhausen in gebruik genomen. Enkele trams van de Thüringerwaldbahn rijden om via dit nieuw lijngedeelte van lijn 1. Bij speciale gelegenheden zoals zwembadpartys of Boxberg-Festivals (zoals het Freakstock-festival) worden versterkings- en nachtritten ingelegd. De pendellijn tussen de keerdriehoek en Waltershausen draagt sinds augustus 2007 lijnnummer 6.

## De industrielijn van Gotha
De industrielijn van Gotha (Industriebahn Gotha) was een bedrijfsonderdeel van de Thüringerwaldbahn und Straßenbahn Gotha. Deze omvatte aansluitingstrajecten aan beide zijden van de spoorlijn Gotha - Leinefelde en dit tussen het hoofdstation van Gotha en het station Gotha Ost. De lokomotieven van de reeksen V10, V15, Kaluga TGK 2 en V22B bedienden de bedrijven in het Oosten van de stad, in de omgeving van de Friemarer Straße, Oststraße en langsheen de Kindleber Straße. Het overgangsstation tussen de industrielijn en het net van de Deutsche Reichsbahn bevond zich te Gotha Ost. Na de sluiting van veel fabrieken en bedrijven, viel het goederenvervoer vanaf 1990 bij de voormalige Deutsche Reichsbahn sterk terug en werd ook de industrielijn van Gotha opgeheven.
Lokomotieven van de industrielijn van Gotha:
Enkele voertuigen werden rechtstreeks aan de VEB Thüringerwaldbahn, bedrijfsonderdeel Industriebahn Gotha geleverd, andere aan bedrijven die aangesloten waren op de Gothaer Industriebahn. De Thüringerwaldbahn und Straßenbahn Gotha GmbH liet beide laatste voertuigen in 1998 verschroten, dit bij gebrek aan belangstelling.
| Voertuig | Type            | Bouw           | Bouwjaar    | Opmerking |
| -------- | --------------- | -------------- | ----------- | --- |
| ??       | V 10 B          | LKM Babelsberg | 1962/252307 | 1985 naar agro-chemisch centrum Mühlhausen |
| 3 I      | V 10 B          | LKM Babelsberg | 1962/252342 | Levering aan VEB Spanplattenwerk Gotha, inzet door Industriebahn Gotha |
| 4        | V 18 B / V 22 B | LKM Babelsberg | 1963/261266 | 1983 verbouwd naar V22 B „1“; 1991 naar het activa van Thüringerwaldbahn und Straßenbahn Gotha GmbH; 1996 naar Heyl-Mühlen Bad Langensalza; in 2010 verschroot |
| 3        | V 10 B          | LKM Babelsberg | 1965/252433 | Geleverd aan magazijnen van het Duitse Rode Leger in omgeving Berlijn, later inzet op verschillende industrielijnen, aansluitend bij groothandel voor levensmiddelen in Gotha - inzet door Industriebahn Gotha, 1991 naar metaalgrondstofbedrijf Wöhlsdorf, 1992 aldaar aanwezig. Huidige locatie onbekend. |
| 5        | V 22 B          | LKM Babelsberg | 1971/262284 | Later hernummerd als Lok 2; in 1991 naar het activa van de Thüringerwaldbahn und Straßenbahn Gotha GmbH; in 1998 in Gotha Ost verschoot |
| 3 II     | V 22 B          | LKM Babelsberg | 1975/262586 | In 1975 geleverd aan VEB Förderwagen und Beschlagteile Mühlhausen „2“, 1985 aan VEB Thüringerwaldbahn, bedrijfsonderdeel Industriebahn; in 1991 naar het activa van de Thüringerwaldbahn und Straßenbahn Gotha GmbH; in 1998 in Gotha Ost verschroot                                                        |
| 1 I      | TGK 2-E 1       | Kaluga         | 1979/043    | Uit dienst in 1989. Vervangen door 1 II; eveneens TGK 2-E 1 |
| 1 II     | TGK 2-E 1       | Kaluga         | 1989/175    | Vervanging voor Kaluga 043; geleverd aan VEB Spanplattenwerk Gotha, ingezet door de Gothaer Industriebahn; verblijf onbekend, vermoedelijk verschroot |